# ねむり小物

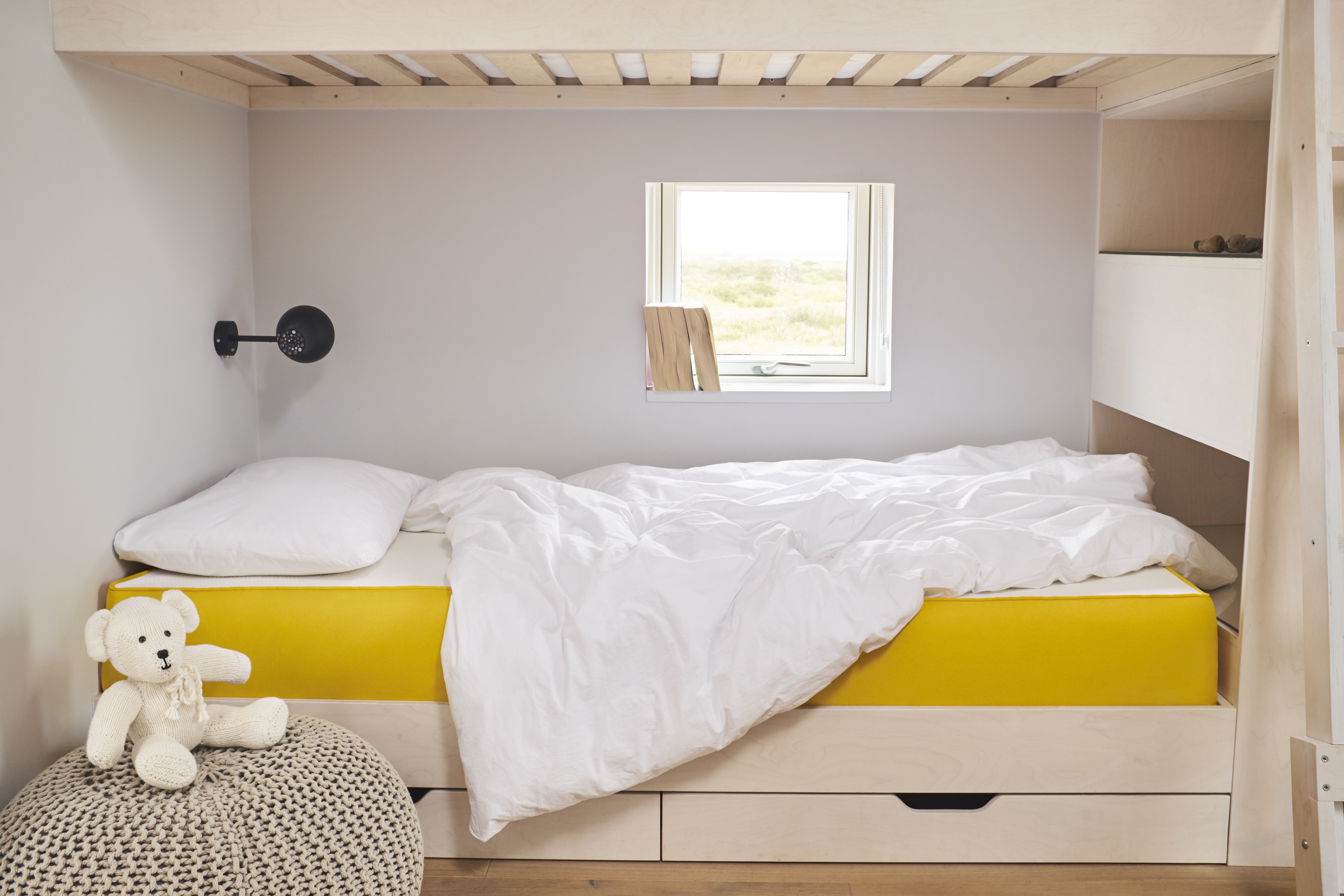
ねむり小物のぬいぐるみが側に置かれたベッド

ねむり小物（ねむりこもの）、あるいは眠り小物とは、眠る時に使用したり、身の回りに置いたりする小物類である。文化によってさまざまなものがねむり小物として使用されており、眠りにつく際に書籍や音楽を再生する機器、クッション、ぬいぐるみなどを周囲に置くことがある。主に安心感を誘って安眠を招く目的で使用される。

## 定義

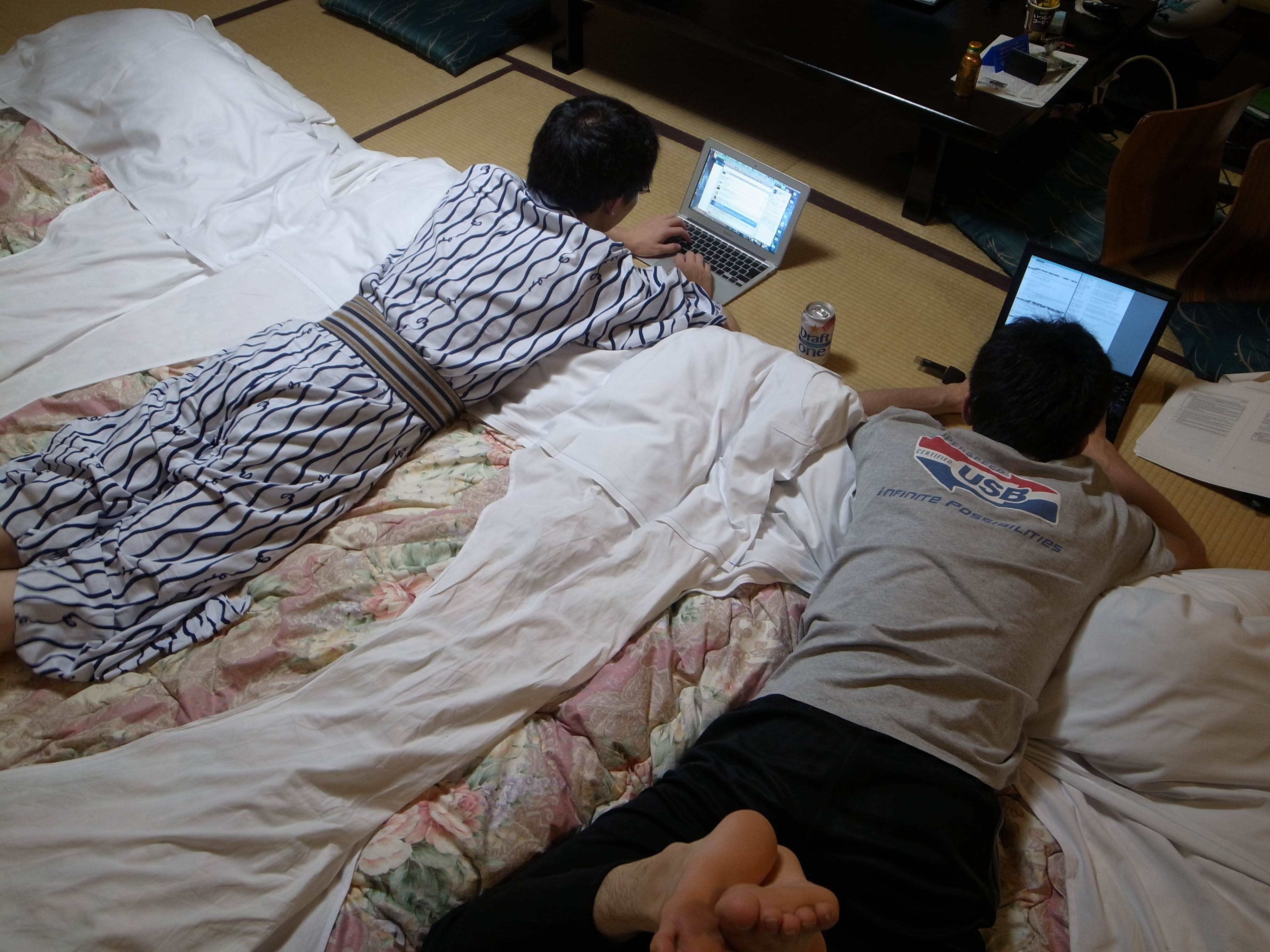
布団で眠る前にパソコンを触ったり、飲酒したりする人々

睡眠時に使用したり、寝る時に身の回りに置いたりする小物類を指す言葉である。睡眠文化研究会が研究調査のために作った造語である。
ねむり小物は「睡眠時に求められる、心が和らぎ落ち着くような経験」を提供するものである。個々の人間が眠ろうとする際に「枕元にあるだけで安心する」ような効果をもたらす小物類であり、ドリームキャッチャーのように悪夢から身を守るお守りとして睡眠時に使うものとして設置されるものや、目覚まし時計のように起床のために使う道具類から、直接睡眠に関係しないスマートフォンやぬいぐるみのようなものまで及んでいる。「本来は眠りのための機能を有していないはずのモノ」がねむり小物の機能を果たすことも多い。眠ろうとする人を音やにおいなどで安心させ、「飲まない睡眠薬」のような効果を果たすこともある。

## 機能

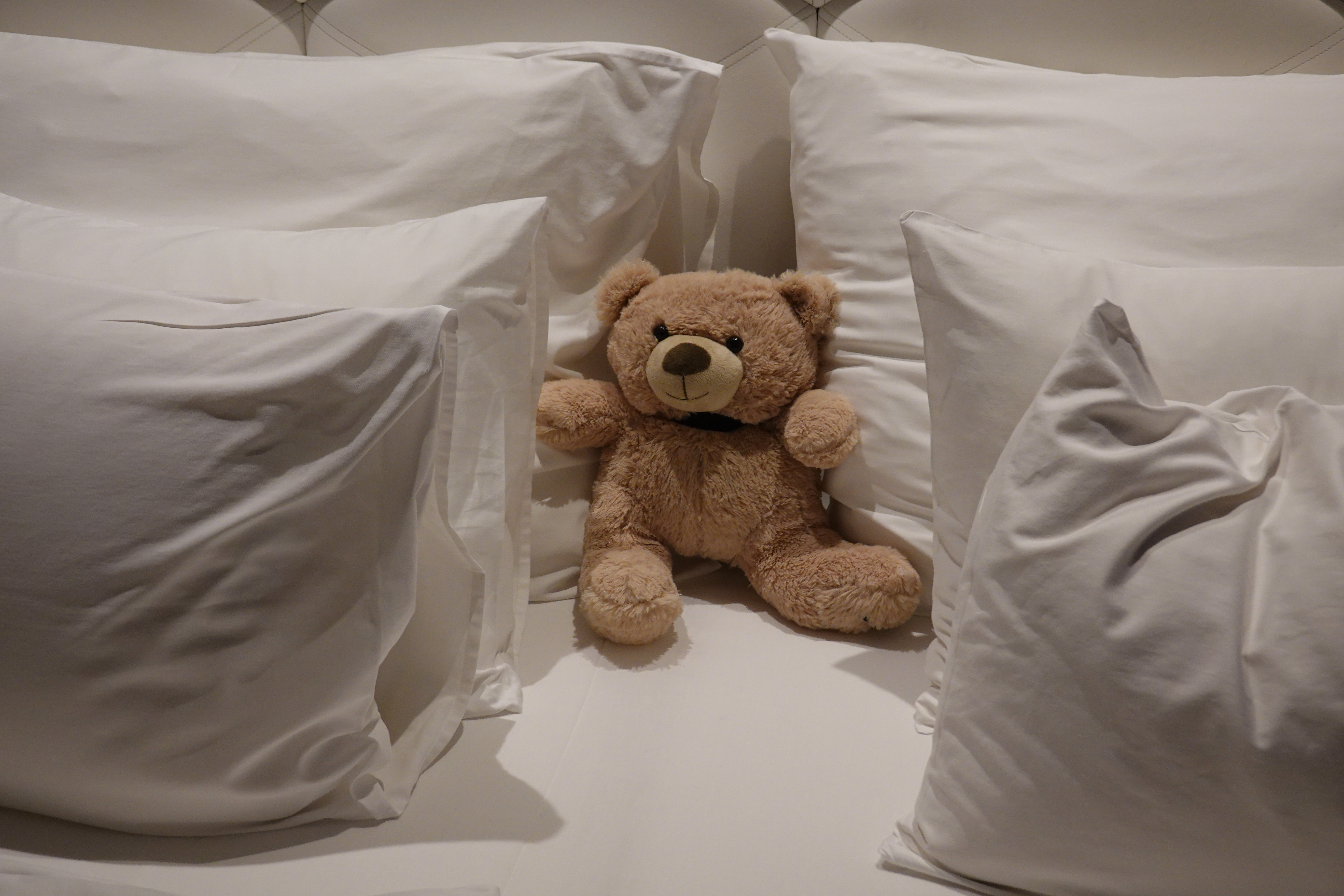
枕の間に置かれたねむり小物のテディベア

1999年に睡眠文化研究所が実施したインターネット調査によると、日本のインターネットユーザが使用しているねむり小物として代表的なものは「本・雑誌・漫画」などの書籍類、音楽を再生するための「音響機器」、「枕・クッション」であったという。本は漫画や小説、辞書といったものから地図帳や写真集まで多様なものがねむり小物として使用されており、「気持ちをリラックスしたりリフレッシュ」する効果が期待されている。2010年代以降はスマートフォンを身近に置いて眠る人が増加していると推測される。ねむり小物としての枕は頭をのせるのではなく、抱いたり身の回りに置いたりして安心感を得るために使用する。

現代人の典型的な眠り方を示したイラスト。ベッドでスマートフォンをいじっている。

ねむり小物は視覚・聴覚・触覚などに作用する「情報メディア」として使用されるものが多い。また、ねむり小物が人を眠りへ誘う際の「情報刺激」としては、ぬいぐるみやクッションなど「触覚への刺激がいちばん卓越している」ことがうかがわれるという。睡眠は完全に感覚がオフになる状態だと考えられがちであるが、ねむり小物は五感のうちのさまざまな要素に働きかける機能を果たすことがある。眠りの際に完全に遮断される視覚に比べると他の感覚は切り替えが明瞭でないことが、ねむり小物の使用状況によって示唆されるという。
眠る際の場所の状況を示した「寝室地図」を眠る人に描いてもらう場合、スマートフォンなどが眠っている人に一番近い位置になり、雑貨類や衣類などがやや遠いところに同心円状に分布することもある。このねむり小物類を使用して人が実施する睡眠前の決まった行動を「就眠儀式」あるいは「入眠儀式」と呼ぶことがあり、これは個々人によって大きく異なるが、文化的な共通性が見られることもある。
ねむり小物は眠りに入るだけではなく、起床に必要な「目覚め小物」として機能することもある。目覚まし時計はよくあるねむり小物である。

## 文化的・歴史的差異

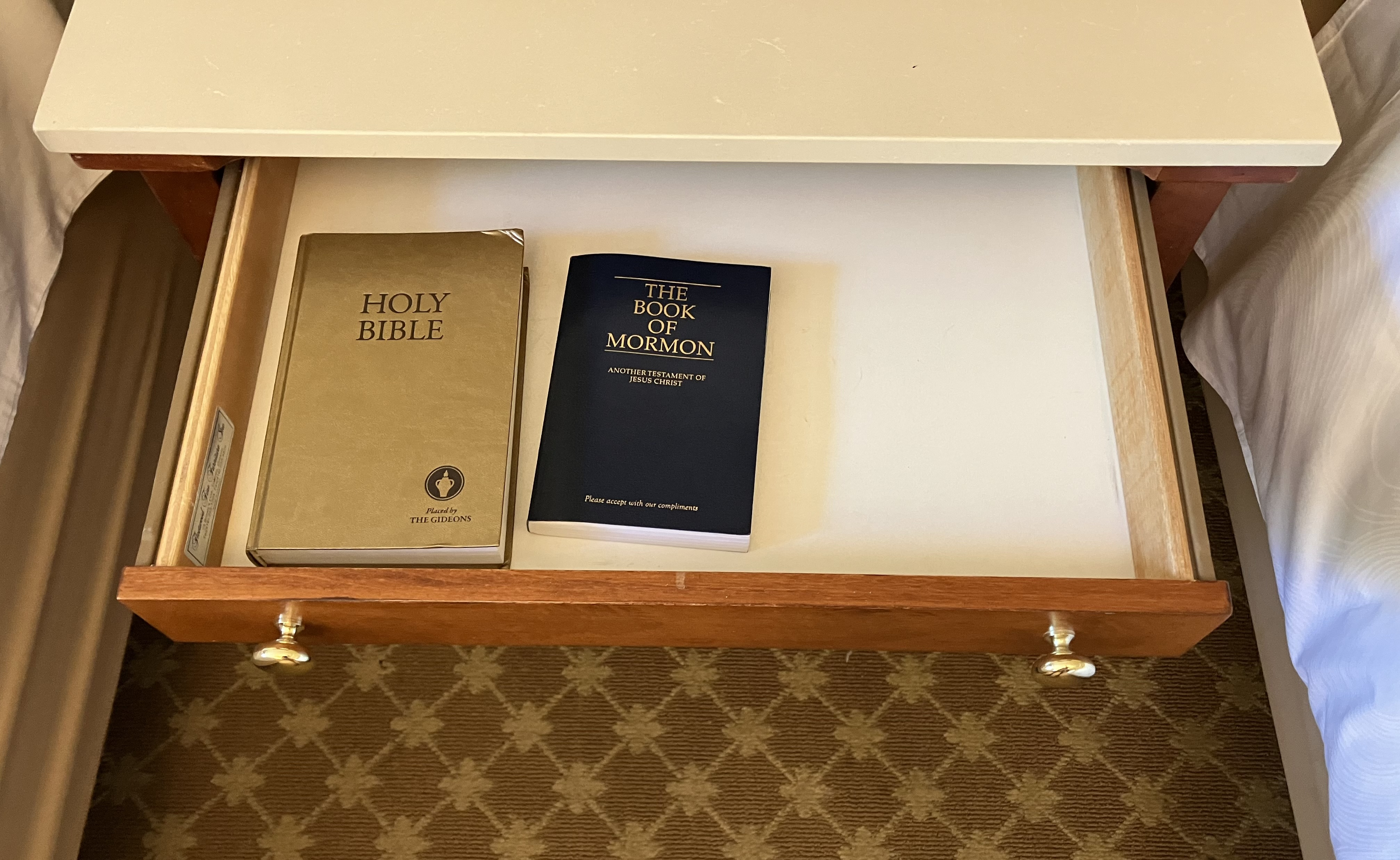
ホテルのベッドサイドに備え付けられた聖書。

ねむり小物の使用といった睡眠環境を良くするための努力は「ストレス社会といわれる現代に特徴的なように思われがち」であるが、ねむり小物と思われるものの使用は古くから見られる。睡眠時に身近に何かを置いて眠ることは古くから行われており、日本の武士はかつては身を守るため危険に備えて刀剣を身近に置いて眠っていた。近世のヨーロッパにおいても、眠る際に楽しい本を読むことなどをすすめている資料がある。
ねむり小物は文化によって異なる場合がある。現代の日本ではスマートフォンなどをねむり小物として使う人が増えていると推測される。一方、アメリカ人は銃や聖書を身近において眠ることもあるという。ムスリムではコーランなどを身の回りに眠る人もいる。このようなものを身近に置く習慣がない地域ではこうしたねむり小物は「個性的」と考えられるが、銃や聖書、コーランなどを身の回りに置いて眠っている当人にとっては全く日常的で意識していない行動であり、自らがねむり小物を使用している自覚もないほどであるという。